# Maria Mariana
Maria Mariana Plonczynski de Oliveira (Rio de Janeiro, 15 de março de 1973) é uma autora, escritora e atriz brasileira. É filha do cineasta Domingos de Oliveira e da escritora Lenita Plonczynski. Ficou conhecida como protagonista do seriado Confissões de Adolescente, além de escrever as primeiras temporadas do seriado adolescente Malhação da Rede Globo. Entre 1995 e 2000 foi colunista da revista Capricho.

## Carreira
Em 1989 participou do concurso do programa Domingão do Faustão que revelaria um novo talento para a novela Top Model, porém ficou em segundo lugar, perdendo para Flávia Alessandra. Mesmo assim foi contratada para o elenco da novela junto com Gabriela Duarte, que ficou em 3° Lugar. Maria Mariana é a autora do argumento da série de televisão Confissões de Adolescente, apresentada pela TV Cultura, baseado no livro homônimo escrito por ela, que por sua vez foi baseado em seus diários da adolescência, posteriormente adaptado também para o teatro. Na série também interpretou a jovem e problemática Diana. Após o fim de Confissões de Adolescente se tornou colunista da revista Capricho durante toda a década de 1990. Escreveu a temporada de 1998 de Malhação ao lado de Patrícia Moretzsohn, Andréa Maltarolli, Ricardo Hofstetter e Emanuel Jacobina.
Trabalhou na sinopse de Malhação da Rede Globo, nos anos 90 e, mais tarde, de 2007 a 2009, colaborou novamente na sinopse da série. Fez Ana, mãe do Menino Maluquinho, na série Um Menino Muito Maluquinho da TV Brasil. Em março de 2009, devido ao fim de seu contrato com a Rede Globo e a convite da Rede Record para escrever junto de Tiago Santiago a novela Promessas de Amor, decidiu se retirar da equipe de Malhação. Além de seus trabalhos na televisão, trabalhou em filmes como atriz e autora, destacando-se como Talita em Cazuza - O Tempo Não Pára, em 2004, e sendo uma das roteiristas do infantil Xuxa em Sonho de Menina de 2007.
Com o fim de Promessas de Amor, além de estar se dedicando a um novo filme de Xuxa Meneghel, está lançando seu novo livro Confissões de Mães e relançando seu sucesso Confissões de Adolescente. O primeiro casamento durou quatro anos e meio, com o músico Edmardo Galli, co-autor do livro "Cara Metade" junto com Maria Mariana (1995). Atualmente, Maria Mariana é casada com o médico André Peçanha, mãe de quatro filhos - três meninas e um menino - e residente de Macaé, interior do Rio de Janeiro, onde trabalha lecionando literatura para crianças. Em 2011, lançou um livro chamado Confissões de Mãe. Promovendo-o, causou polêmica ao declarar para a revista Época que as mães que sofrem depressão pós-parto são aquelas que "passam nove meses no shopping, comprando roupinhas".
Em 2014, Maria teve a oportunidade de atuar novamente com suas antigas colegas de trabalho, Georgiana Góes, Daniele Valente e Déborah Secco em Confissões de Adolescente - O Filme, com papéis diferentes ao seriado de 1994 onde as quatro interpretaram os papéis principais. Maria Mariana só aceitou participar de Confissões de Adolescente - O Filme (2014), uma atualização de seu livro e o seriado resultante, quando ofereceram a oportunidade de criar um documentário sobre a produção. No filme em si, faz breve participação como uma advogada.

## Filmografia

### Televisão

#### Como autora
| Ano     | Trabalho                  | Emissora     | Escalação        | Autores titulares               |
| ------- | ------------------------- | ------------ | ---------------- | ------------------------------- |
| 1994–96 | Confissões de Adolescente | TV Cultura   | Autora principal | Euclydes Marinho                |
| 1998    | Malhação (4.ª temporada)  | Rede Globo   | Colaboradora     | Emanuel Jacobina                |
| 1998–99 | Malhação (5.ª temporada)  | Rede Globo   | Colaboradora     | Andréa Maltarolli               |
| 2002    | Sítio do Picapau Amarelo  | Rede Globo   | Colaboradora     | Vários roteiristas              |
| 2004–06 | A Diarista                | Rede Globo   | Autora principal | Bruno Mazzeo Aloísio de Abreu   |
| 2007    | Malhação (14.ª temporada) | Rede Globo   | Colaboradora     | Izabel de Oliveira Paula Amaral |
| 2007–09 | Teca na TV                | Canal Futura | Autora principal |                                 |
| 2009    | Promessas de Amor         | RecordTV     | Colaboradora     | Tiago Santiago                  |

#### Como atriz
| Ano     | Título                     | Personagem / Cargo | Notas                               |
| ------- | -------------------------- | ------------------ | ----------------------------------- |
| 1989    | Domingão do Faustão        | Participante       | Quadro: Concurso Top Model          |
| 1989    | Top Model                  | Karina             |                                     |
| 1990    | Desejo                     | Judith             | creditada como Mariana de Oliveira  |
| 1990    | Lua Cheia de Amor          | Patrícia           |                                     |
| 1992    | Pedra Sobre Pedra          | Olímpia            |                                     |
| 1994–96 | Confissões de Adolescente  | Diana Araújo       |                                     |
| 1996    | A Vida como Ela é...       | Moema              | Episódio: "O Fruto do Amor"         |
| 1998    | Mulher                     | Jaqueline          | Episódio: "Ética"                   |
| 1998    | Você Decide                | Jussara            | Episódio: "A Neta"                  |
| 1998    | Você Decide                | Lara               | Episódio: "Impulso Incontrolável"   |
| 2001    | A Grande Família           | Nana               | Episódio: "Eu Solto o Meu Cavalo"   |
| 2001    | Sítio do Picapau Amarelo   | Lisbela            | Episódio: "Reino das Águas Claras"  |
| 2006    | Um Menino muito Maluquinho | Ana                |                                     |
| 2010    | As Cariocas                | Betânia            | Episódio: "A Atormentada da Tijuca" |
| 2015    | Não se Apega, Não          | Laura              |                                     |
| 2020    | Todas as Mulheres do Mundo | Clarissa           |                                     |

### Cinema

#### Como autora
| Ano  | Título                                    |
| ---- | ----------------------------------------- |
| 1990 | Uma Escola Atrapalhada                    |
| 2007 | Xuxa em Sonho de Menina                   |
| 2009 | Xuxa e o Fantástico Mistério de Feiurinha |

#### Como atriz
| Ano  | Título                    | Personagem |
| ---- | ------------------------- | ---------- |
| 1990 | Uma Escola Atrapalhada    | Natália    |
| 1998 | Amores                    | Cíntia     |
| 2004 | Cazuza - O Tempo Não Pára | Talita     |
| 2014 | Confissões de Adolescente | Drª. Kátia |